# لينوس بيتريديس
لينوس بيتريديس (مواليد 16 يونيو 1961) هو سبّاح قبرصي، مثّل بلاده في الألعاب الأولمبية الصيفية 1980.

## روابط خارجية
لينوس بيتريديس على موقع الاتحاد الدولي للسباحة (الإنجليزية)
- لينوس بيتريديس على موقع أوليمبيديا (الإنجليزية)